# Lutra euxena
Lutra euxena és una espècie de llúdria fòssil que visqué a Malta durant el Plistocè mitjà. Fou descrita per Dorothea Minola Alice Bate el 1935 a partir d'esquelets trobats a Tal-Gnien en una fissura de terreny a prop de Mqabba.
Desaparegué abans del desenvolupament de la caça, possiblement a causa d'una manca d'adaptació a canvis climàtics extrems o de l'arribada de nous competidors o depredadors al seu biòtop.